# North Utica
North Utica è un villaggio degli Stati Uniti d'America, situato nello Stato dell'Illinois, nella contea di LaSalle.